# 알렉산드라 카일
알렉산드라 카일(Alexandra Kyle, 1988년 11월 11일 ~ )은 미국의 배우, 영화배우이다.
로스앤젤레스에서 태어났다.

## 영화
- 펑키 멍키 (2004년)
- 완벽한 그녀에게 딱 한가지 없는 것 (2004년) - 톰-톰 아역 역
- 아이 포 아이 (1996년)
- 타임 투 킬 (1996년)